# Molesta Ewenement
Molesta Ewenement – polska grupa muzyczna wykonująca hip-hop. Zaliczana do prekursorów nurtu ulicznego rapu w Polsce. Powstała w 1995 roku w Warszawie z inicjatywy raperów Piotra „Vienia” Więcławskiego i Pawła „Włodiego” Włodkowskiego pod nazwą Mistic Molesta. Wkrótce potem skład uzupełnił raper – Marek „Kaczy” Andrasik. Zespół zadebiutował w 1998 roku pod nazwą Molesta płytą pt. Skandal. Nagrania przysporzyły grupie natychmiastowej, ogólnopolskiej popularności, w tym za sprawą singli Armagedon i Wiedziałem że tak będzie.
Po 1998 roku zespół opuścił Marek „Kaczy” Andrasik. Jako duet zespół nagrał album pt. Ewenement (1999). Na płycie znalazł się m.in. jeden z przebojów radiowych zespołu zatytułowany „Miejskie bagno”, który dotarł do 9. miejsca Szczecińskiej Listy Przebojów Polskiego Radia. Wydawnictwo uzyskało także nominację do nagrody polskiego przemysłu fonograficznego Fryderyka. Rok później do sprzedaży trafił trzeci album formacji zatytułowany Taka płyta... Wydawnictwo, wyróżnione nominacją do Fryderyka, zostało nagrane w poszerzonym składzie o raperów Tomasza „Pelsona” Szczepanka i Roberta „Wilka” Darkowskiego, którzy okazjonalnie współpracowali z zespołem w latach poprzednich.
Następnie Paweł „Włodi” Włodkowski podjął solową działalność artystyczną, której efektem były dwie płyty, wydany w 2003 materiał ...Jak nowonarodzony i W... z 2005 roku. Natomiast Piotr „Vienio” Więcławski i Tomasz „Pelson” Szczepanek utworzyli duet w ramach którego zrealizowali trylogię Autentyk (2002–2005). Robert „Wilku” Darkowski równolegle tworzył w powołanym w 1998 roku zespole Hemp Gru, którego debiut pt. Klucz trafił do sprzedaży w 2004 roku. Po okresie prac nad innymi projektami, w 2006 roku ukazał się czwarty album kwartetu Nigdy nie mów nigdy, sygnowany nazwą Molesta Ewenement.
W 2007 roku Robert „Wilku” Darkowski odszedł z Molesty na rzecz Hemp Gru. Pozostali muzycy kontynuowali działalność jako trio. Rok później ukazał się zrealizowany z udziałem licznych gości, piąty album studyjny formacji pt. Molesta i kumple. Po 2008 roku grupa skupiła się na występach scenicznych, które zostały udokumentowane płytami Live! in Fonobar (2009) i Live in Warsaw 2012 (2012). Równolegle Piotr „Vienio” Więcławski podjął karierę solową, natomiast Tomasz „Pelson” Szczepanek i Paweł „Włodi” Włodkowski we współpracy z Leszkiem „Eldo” Kaźmierczakiem utworzyli zespół Parias.
W latach 1999–2005 członkowie zespołu Molesta Ewenement prowadzili pododdział wytwórni muzycznej Pomaton EMI – Baza Lebel. W 2006 roku, już samodzielnie zespół utworzył oficynę Respekt Records. Obok takich zespołów jak Kaliber 44, Slums Attack, czy Nagły Atak Spawacza Molesta Ewenement z dorobkiem ponad 130 tys. sprzedanych płyt należy do najpopularniejszych zespołów hip-hopowych w Polsce.
W 2016 roku jeden z członków zespołu Molesta „Vienio” oznajmił, że zespół się rozpadł, a prace nad nową płytą zostały przerwane. Ostatnim singlem wydanym przez zespół był utwór „Teraz” opublikowany w 2015 roku.

## Życiorys

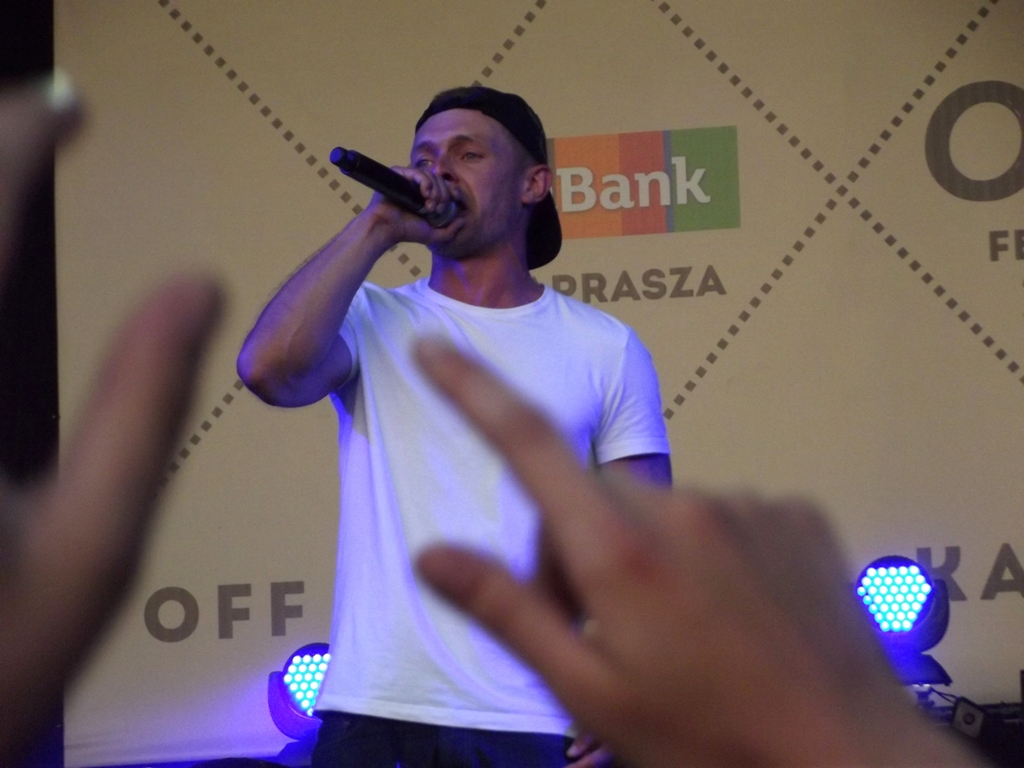
„Włodi”, 2013

Zespół powstał w 1995 roku w Warszawie z inicjatywy raperów Piotra „Vienia” Więcławskiego i Pawła „Włodiego” Włodkowskiego pod nazwą Mistic Molesta. Wkrótce potem skład uzupełnił raper – Marek „Kacza” Andrasik. Po raz pierwszy zespół zaistniał w 1997 roku na kompilacji różnych wykonawców Smak B.E.A.T. Records z utworem „Osiedlowe akcje”. Na płycie znalazł się także solowy utwór Włodkowskiego zatytułowany „Nie dla sławy i nie dla pieniędzy”. Następnie modyfikacji uległa nazwa formacji, skrócona została do określenia Molesta. 23 marca 1998 roku ukazał debiutancki album zespołu zatytułowany Skandal. Na płycie wydanej przez B.E.A.T. Records znalazły się piosenki wyprodukowane przez sam zespół, a także Sebastiana „V.O.L.T.-a” Imbierowicza i Mole. Z kolei wśród gości znaleźli się Tomasz Chada, Robert „Wilku” Darkowski, Warszafski Deszcz oraz Tomasz „Pelson” Szczepanek. Płytę poprzedziły single „Armagedon” i „Wiedziałem że tak będzie”, które uplasowały się, odpowiednio na 13. i 29. Szczecińskiej Listy Przebojów Polskiego Radia (SLiP). Do drugiej z piosenek został zrealizowany również teledysk. W międzyczasie, w kwietniu ukazał się album zaprzyjaźnionego z Molestą kieleckiego składu Wzgórze Ya-Pa 3 – Trzy. Na albumie znalazł się będący efektem współpracy obu zespołów utwór zatytułowany „Co ważne, a co ważne nie jest”. Natomiast, na wydanej pod koniec roku kolejnej płycie kielczan Ja mam to co ty znalazły się dwa remiksy tejże piosenki w wykonaniu DJ-a 600V i Elo. Również pod koniec roku, w grudniu ukazała się wydana przez oficynę R.R.X. składanka pt. Hiphopowy raport z osiedla w najlepszym wykonaniu z autorskim utworem Molesty – „Rap gra”.
Po 1998 roku zespół opuścił Andrasik. Jako duet zespół podjął prace nad drugim albumem studyjnym. Materiał zatytułowany Ewenement ukazał się 6 września 1999 roku. Wcześniej został wydany podwójny singel zwiastujący produkcję – pt. „Dla dzieciaków” / „Miejskie bagno”. Pochodząca ze Stony B piosenka „Miejskie bagno” uplasowała się na 9. miejscu SLiP. Była to najwyżej usytuowana kompozycja z repertuaru Molesty na tejże liście. Do prac nad płytą zespół ponownie zaangażował Sebastiana „V.O.L.T.-a” Imbierowicza, który był współproducentem sześciu z czternastu kompozycji. Pozostałe piosenki zrealizowali Włodkowski i Więcławski, który pod pseudonimem DJ Variat, był także odpowiedzialny za partie scratch’y. Na płycie warszawiaków wystąpili także goście, w tym: ponownie Tomasz Chada, Tomasz „Pelson” Szczepanek, Robert „Wilku” Darkowski oraz jego kolega z zespołu Hemp Gru – Maciej „Bilon” Bilka, członkowie zespołu Mor W.A. Przemysław „Pepper” Rekowski, Przemysław „Łysy” Król i Michał „Wigor” Dobrzański, Tomasz „Borixon” Borycki i Wojciech „Wojtas” Schmidt z grupy Wzgórze Ya-Pa 3, a także związani z kolektywem ZIP Skład Wojciech „Sokół” Sosnowski, Łukasz „Fu” Gaweł i Marcin „Koras” Korczak. Promocji wydawnictwa dopełnił drugi singel zatytułowany „Co jest nauczane”, do którego powstał wideoklip. Druga produkcja Molesty spotkała się także z zainteresowaniem przemysłu muzycznego, czego efektem była nominacja do nagrody Fryderyka.

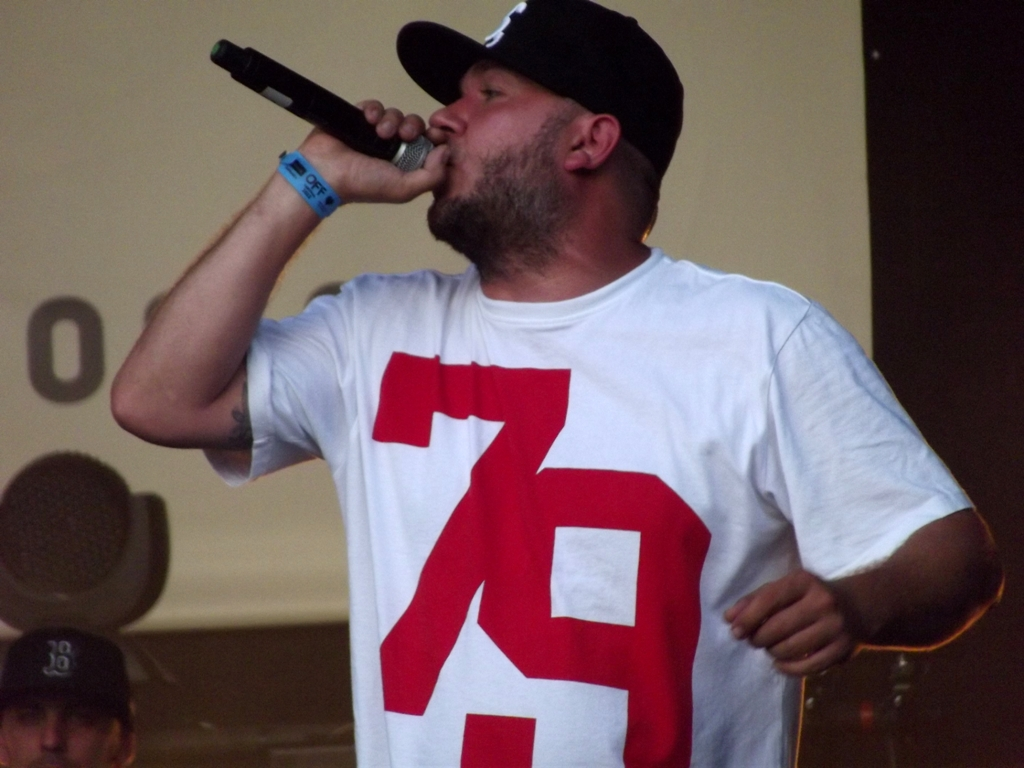
„Vienio”, 2013

23 października 2000 roku został wydany pierwszy singel zwiastujący kolejny album Molesty – „Będzie dobrze, dzieciak”. Promowana teledyskiem piosenka dotarła do 34. miejsca SLiP. 2 grudnia, tego samego roku do sprzedaż trafił trzeci album składu zatytułowany Taka płyta.... Wydawnictwo zostało nagrane w poszerzonym składzie o raperów Tomasza „Pelsona” Szczepanka i Roberta „Wilka” Darkowskiego, którzy współpracowali z zespołem przy poprzednich płytach. Wyróżniony nominacją do Fryderyka album był jedynym w historii działalności warszawskiej formacji na którym nie wystąpili goście. Na płycie znalazło się dwanaście piosenek wyprodukowanych przez sam zespół, a także Michał „Majki” Michaluk i Piotr „Korzeń” Korzeniowski jako kolektyw, pod nazwą Czyste Tchnienie. Album dotarł do 12. miejsca Oficjalnej List Sprzedaży (OLiS), utworzonej w listopadzie tego samego roku przez ZPAV. Kolejny singel z płyty pt. „Muzyka miasta” ukazał się w styczniu 2001 roku. Do, prawdopodobnie najpopularniejszego utworu z płyty powstał także wideoklip. W ramach promocji trzeciego albumu Molesty został ponadto zrealizowany teledysk do utworu „Wszystko co najlepsze”. Także w 2001 roku Molesta zaangażowała się w realizację składanek Zjazd na baze – remiksy i Radio Ewenement 5 G Fm. Na pierwszej z kompilacji znalazły się remiksy piosenek „Wszystko co najlepsze”, „Muzyka miasta” i „Będzie dobrze, dzieciak” w wykonaniu, odpowiednio Mariusza „Bezika” Bareziaka, Włodkowskiego i formacji Czyste Tchnienie. Natomiast na drugiej z płyt Molesta wystąpiła w utworze „Jedenastu”, m.in. u boku Rafała „Pona” Poniedzielskiego i białostockiego zespołu WNB (Wychowani na Błędach).
W 2002 roku Szczepanek i Więcławski utworzyli duet. Pierwszy wspólny album pt. Autentyk raperów ukazał się tego samego roku. Kolejne w 2003 Autentyk 2 i wydana w 2005 roku ostatnia część Autentyk 3. Nagrania przysporzyły muzykom nowych fanów za sprawą odejścia od typowego dla Molesty, opartego na konfrontacji hip-hopu. Druga płyta z serii przyniosła duetowi ponadto nominację do Fryderyka. W 2003 roku karierę solową rozpoczął także Włodkowski, której efektem były dwie płyty, wydany w 2003 materiał ...Jak nowonarodzony i W... z 2005 roku. W międzyczasie, 2003 roku debiut Molesty składu Skandal uzyskał status złotej płyty, sprzedając się w nakładzie 50 tys. egzemplarzy. W okresie absencji, w 2004 roku piosenki kwartetu znalazły się na składankach To jest hip-hop vol.1 i Hip-Hop.pl – Kompilacja. Były to, odpowiednio kompozycje „Rap gra” i „Wszystko co najlepsze”.
Po okresie prac nad innymi projektami, 23 października 2006 roku ukazał się czwarty album kwartetu Nigdy nie mów nigdy, sygnowany nazwą Molesta Ewenement. Wydawnictwo było promowane podwójnym singlem pt. „Powrót” / „Tak miało być”, który ukazał się na płycie winylowej. Pochodząca ze Strony A singla piosenka „Powrót” została wyróżniona tytułem Polskiego singla roku w plebiscycie Wudoo i Hip-Hop.pl. Promocji albumu dopełniły liczne teledyski, w tym do utworów: „Tak miało być” / „Grzeczne dzieci”, „Powrót”, „Wróg” oraz „Nie wiem jak Ty”. Płyta została wyprodukowana przez Przemysława „Fuso” Łuniewskiego, Michała „Szczurka” Jurka, Łukasza „L.A.” Laskowskiego, Mariusza „Mazsa” Moczulskiego, duet Tek.En, Damina „Dies” Szweda, Tomasa „Wicha” Pechláka, Ernesta „Reda” Ivandę, Pawła „Spinache” Grabowskiego, Adama „Erio” Piotrowskiego oraz DJ-a Brzydala. Z kolei wśród gości znaleźli się Paweł „Basolog” Kuźmicz, zespół Jamal, Leszek „Eldo” Kazimierczak, Karol „Pjus” Nowakowski, Agata „Setka” Sieradzka, Marcin „Koras” Korczak i Socha.

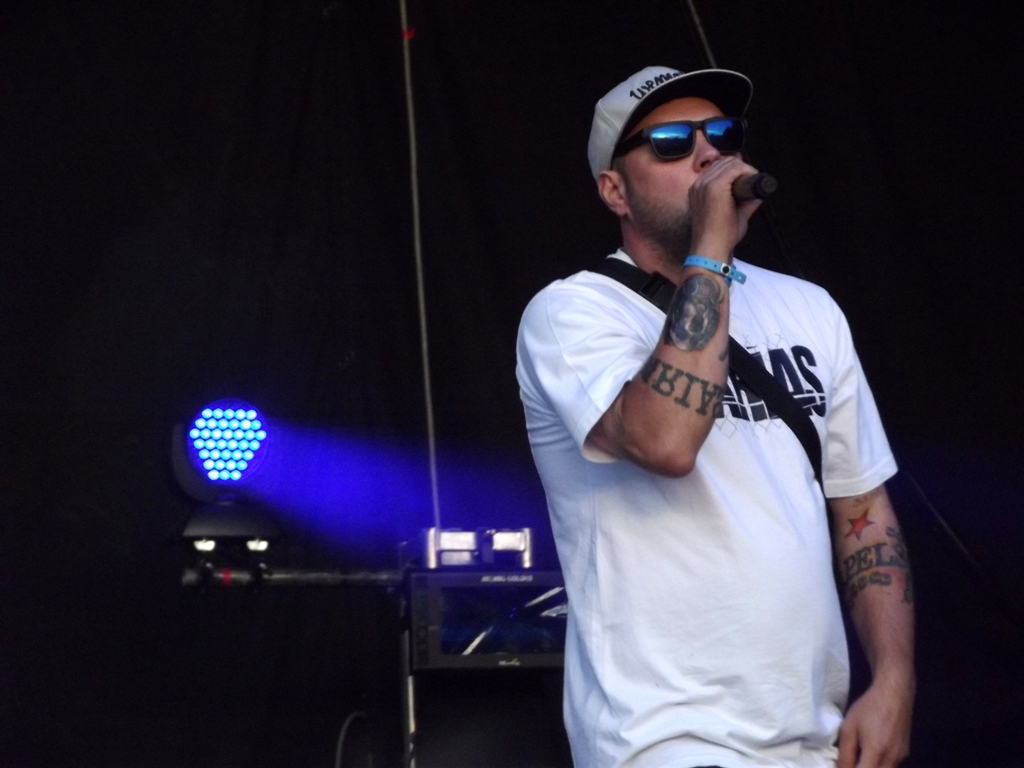
„Pelson”, 2013

Nagrania dotarły do 5. miejsca zestawienia OLiS, natomiast po niespełna czterech miesiącach od sprzedaży materiał uzyskał status złotej płyty, sprzedając się w nakładzie 15. tys. egzemplarzy. Wydawnictwo przyniosło zespołowi także nominację do nagrody Asy Empiku.
W listopadzie 2007 roku podczas wspólnego koncertu Molesty, Hemp Gru i Firmy, Darkowski ogłosił, że odchodzi z Molesty na czas nieokreślony. Pozostali muzycy zdecydowali się na kontynuację działalność jako trio. Rok później DJ.B na swym mixtape’ie pt. Mixtape 2008 wykorzystał pochodzące z repetuaru Molesty piosenki „Ty wiesz, że...”, „Dla społeczeństwa” i „Świat da się lubić”. Z kolei jeden z klasycznych utworów w dorobku składu – „Co ważne a co ważne nie jest” w remiksie Imbierowicza (DJ 600V) trafił na składankę Road Hip-Hop Classic 2008. 18 września, także 2008 roku ukazał się piąty album studyjny zespołu zatytułowany Molesta i kumple. Nagrania dotarły do 7. miejsca zestawienia OLiS. Wśród gości na płycie znaleźli się m.in. Michał „Ero” Czajkowski, Paweł „Pablopavo” Sołtys, Karol „Pjus” Nowakowski, Marcin „Kosi” Kosiorek, Piotr „Ten Typ Mes” Szmidt, Paweł „Pezet” Kapliński, Adam „O.S.T.R” Ostrowski, Emil Blef oraz Bartosz „Fisz” Waglewski. Natomiast producentami albumu byli m.in. duet The Returners, Łukasz Mróz i Więcławski. W ramach promocji piątej produkcji warszawskiego zespołu powstały teledyski do pochodzących z płyty utworów „Inspiracje”, „Nikt i nic”, „Wszystko wporzo” oraz „Martwię się”.
Rok później, 17 października nakładem Fonografiki ukazał się pierwszy album koncertowy zespołu zatytułowany Live! in Fonobar. Na dwupłytowym wydawnictwie znalazł się zapis występu Molesty w warszawskim klubie Fonobar z 27 czerwca 2009 roku. W koncercie gościnnie wzięli udział ponadto Leszek „Eldo” Kazimierczak, Michał „Wigor” Dobrzański, Marcin „Kosi” Kosiorek, Kamil „Grizzlee” Raciborski, Paweł „Pablopavo” Sołtys, Piotr „Ten Typ Mes” Szmidt i Paweł „Pezet” Kapliński. W międzyczasie Szczepanek, Włodkowski we współpracy z Leszkiem „Eldo” Kazimierczakiem utworzyli zespół Parias, którego debiut fonograficzny ukazał się dwa lata później. Wcześniej solową działalność artystyczną podjął Więcławski, którego debiut zatytułowany Etos 2010 ukazał się rok później. W 2010 roku status złotej płyty uzyskał album Molesta i kumple, sprzedając się w nakładzie 15. tys. egzemplarzy. Tego samego roku Molesta gościła na płytach Jacka „Tedego” Granieckiego – FuckTede/Glam Rap i wspólnej produkcji braci Kaplińskich Pezeta i Małolata – Dziś w moim mieście. Skład wystąpił, odpowiednio w utworach „Warszafski styl” i „Co by to zmieniło”. Pod koniec roku ukazał się także kolejny mixtape DJ-a Brzydala, któremu ponownie posłużył utwór z dorobku Molesty – „Nikt i nic”. 15 grudnia 2012 roku ukazał się drugi album koncerty Molesty pt. Live in Warsaw 2012. Materiał został wydany w formie płyty CD i DVD. W 2015 roku wychodzi singiel zapowiadający nową płytę pt. „Teraz”. W 2016 roku jeden z członków zespołu Molesta „Vienio” oznajmił, że zespół się rozpadł a prace nad nową płytą zostały przerwane.

## Dyskografia

### Albumy studyjne
| Rok  | Album                                                                                          | Pozycja na liście | Sprzedaż       | Certyfikat          |
| Rok  | Album                                                                                          | POL               | Sprzedaż       | Certyfikat          |
| ---- | ---------------------------------------------------------------------------------------------- | ----------------- | -------------- | ------------------- |
| 1998 | Skandal - Data: 23 marca 1998 - Wytwórnia: B.E.A.T. Records - Format: CD, LP, kaseta           | 41                | - POL: 50.000+ | - ZPAV: złota płyta |
| 1999 | Ewenement - Data: 6 września 1999 - Wytwórnia: Pomaton EMI - Format: CD, LP, kaseta            | 41                | - POL: 25.000+ |                     |
| 2000 | Taka płyta... - Data: 2 grudnia 2000 - Wytwórnia: Baza Lebel - Format: CD, LP, kaseta          | 12                | - POL: 25.000+ |                     |
| 2006 | Nigdy nie mów nigdy - Data: 23 października 2006 - Wytwórnia: Respekt Records - Format: CD, LP | 5                 | - POL: 15.000+ | - ZPAV: złota płyta |
| 2008 | Molesta i kumple - Data: 18 września 2008 - Wytwórnia: Respekt Records - Format: CD            | 7                 | - POL: 15.000+ | - ZPAV: złota płyta |

### Albumy koncertowe
| Rok  | Album                                                                                              |
| ---- | -------------------------------------------------------------------------------------------------- |
| 2009 | Live! in Fonobar - Data: 17 października 2009 - Wytwórnia: Fonografika - Format: CD                |
| 2012 | Live in Warsaw 2012 - Data: 15 grudnia 2012 - Wytwórnia: Respekt Records, Fonografika - Format: CD |

### Single
| Rok                                                        | Tytuł                               | Pozycja na liście | Pozycja na liście | Album               |
| Rok                                                        | Tytuł                               | SLiP              | 30 TON            | Album               |
| ---------------------------------------------------------- | ----------------------------------- | ----------------- | ----------------- | ------------------- |
| 1998                                                       | „Armagedon”                         | 13                | –                 | Skandal             |
| 1998                                                       | „Wiedziałem że tak będzie”          | 29                | –                 | Skandal             |
| 1999                                                       | „Dla dzieciaków” / „Miejskie bagno” | 9                 | –                 | Ewenement           |
| 1999                                                       | „Co jest nauczane”                  | 33                | –                 | Ewenement           |
| 2000                                                       | „Będzie dobrze, dzieciak”           | 34                | 22                | Taka płyta...       |
| 2001                                                       | „Muzyka miasta”                     | 18                | –                 | Taka płyta...       |
| 2006                                                       | „Powrót” / „Tak miało być”          | 31                | –                 | Nigdy nie mów nigdy |
| 2015                                                       | „Teraz”                             | –                 | –                 | Singiel niealbumowy |
| „ –” oznacza, że singiel nie był notowany na danej liście. |                                     |                   |                   |                     |

### Występy gościnne
| Rok  | Album                                   | Utwór | Źródło |
| ---- | --------------------------------------- | --- | ------ |
| 1998 | Wzgórze Ya-Pa 3 – Trzy                  | „Co ważne, a co ważne nie jest” (gościnnie: Molesta) | [ 12 ] |
| 1998 | Wzgórze Ya-Pa 3 – Ja mam to co ty       | „Co ważne a co ważne nie jest” (Elo Remix) (gościnnie: Molesta Ewenement) „Co ważne a co ważne nie jest” (DJ 600V Remix) (gościnnie: Molesta Ewenement)        | [ 13 ] |
| 2008 | DJ. B – Mixtape 2008                    | „Ty wiesz, że...” (gościnnie: Molesta Ewenement) „Dla społeczeństwa” (gościnnie: Molesta Ewenement, Koras) „Świat da się lubić” (gościnnie: Molesta Ewenement) | [ 46 ] |
| 2010 | Tede – FuckTede/Glam Rap                | „Warszafski styl” (gościnnie: Molesta Ewenement) | [ 58 ] |
| 2010 | Pezet / Małolat – Dziś w moim mieście   | „Co by to zmieniło” (gościnnie: Molesta Ewenement, Grizzlee)                                                                                                   | [ 59 ] |
| 2010 | DJ.B – Mixtape Plan B (Epizod 1)        | „Nikt i nic” (gościnnie: Molesta Ewenement, Wigor) | [ 60 ] |
| 2014 | Pelson – 186 dni                        | „Ostatnio” (gościnnie: Molesta Ewenement) | [ 66 ] |
| 2024 | Kaliber 44, Dj Eprom, Molesta Ewenement | Ten Styl Ten Rap |        |

### Kompilacje różnych wykonawców
| Rok  | Album                                             | Utwór | Źródło |
| ---- | ------------------------------------------------- | --- | ------ |
| 1997 | Smak B.E.A.T. Records                             | Mistic Molesta – „Osiedlowe akcje” | [ 6 ]  |
| 1998 | Hiphopowy raport z osiedla w najlepszym wykonaniu | Molesta – „Rap gra” | [ 14 ] |
| 2001 | Zjazd na baze – remiksy                           | Molesta Ewenement – „Wszystko co najlepsze” (Bezik Remix) Molesta Ewenement – „Muzyka miasta” (Włodi Remix) Molesta Ewenement – „Będzie dobrze, dzieciak” (Czyste Tchnienie) | [ 28 ] |
| 2001 | Radio Ewenement 5 G Fm                            | Koronacja (Cyklon, Daf, Pono, WNB, Molesta Ewenement, GRZ, Koras) – „Jedenastu”                                                                                              | [ 29 ] |
| 2004 | To jest hip-hop vol.1                             | Molesta Ewenement – „Rap gra” | [ 32 ] |
| 2004 | Hip-Hop.pl – Kompilacja                           | Molesta Ewenement – „Wszystko co najlepsze” | [ 33 ] |
| 2006 | RBK Hip Hop Tour 2006                             | Molesta Ewenement – „Ty wiesz, że...” Molesta Ewenement – „Ty wiesz, że...” (Dezmond Remix)                                                                                  | [ 67 ] |
| 2008 | Road Hip-Hop Classic 2008                         | Wzgórze Ya-Pa 3, Molesta Ewenement – „Co ważne a co ważne nie jest” (DJ 600V Remix)                                                                                          | [ 47 ] |
| 2014 | Męskie Granie 2014                                | Molesta Ewenement, Marek Dyjak – „Człowiek (Złota ryba)” | [ 68 ] |
| 2015 | Męskie Granie 2015                                | Molesta Ewenement – „Morfina” (gościnnie: Warszawskie Combo Taneczne) | [ 69 ] |

## Teledyski
| Rok  | Tytuł                                                  | Reżyseria                                        | Album               | Źródło |
| ---- | ------------------------------------------------------ | ------------------------------------------------ | ------------------- | ------ |
| 1998 | „Wiedziałem że tak będzie”                             | –                                                | Skandal             | [ 11 ] |
| 1999 | „Co jest nauczane”                                     | –                                                | Ewenement           | [ 18 ] |
| 2000 | „Wszystko co najlepsze”                                | –                                                | Taka płyta...       | [ 27 ] |
| 2000 | „Dobrze będzie, dzieciak”                              | –                                                | Taka płyta...       | [ 21 ] |
| 2001 | „Muzyka miasta”                                        | –                                                | Taka płyta...       | [ 26 ] |
| 2006 | „Tak miało być” (gościnnie: Miodu) / „Grzeczne dzieci” | Dariusz Szermanowicz, Molesta Ewenement          | Nigdy nie mów nigdy | [ 38 ] |
| 2006 | „Powrót”                                               | Dariusz Szermanowicz, Molesta Ewenement          | Nigdy nie mów nigdy | [ 39 ] |
| 2006 | „Wróg” (Szczur remix)                                  | –                                                | Nigdy nie mów nigdy | [ 40 ] |
| 2007 | „Nie wiem jak Ty”                                      | Dariusz Szermanowicz                             | Nigdy nie mów nigdy | [ 41 ] |
| 2008 | „Inspiracje” (gościnnie: Kosi, Fisz)                   | Łukasz Jaworski, Tomek Naumiuk, Wojtek Włodarski | Molesta i kumple    | [ 50 ] |
| 2008 | „Nikt i nic” (gościnnie: Wigor)                        | Dariusz Szermanowicz                             | Molesta i kumple    | [ 51 ] |
| 2008 | „Wszystko wporzo” (gościnnie: Jamal, Grizzlee)         | Dariusz Szermanowicz                             | Molesta i kumple    | [ 52 ] |
| 2008 | „Martwię się” (gościnnie: Ero, Pablopavo)              | Tomek Walasek                                    | Molesta i kumple    | [ 53 ] |
| 2015 | „Teraz”                                                | Bartosz Łukasiuk, Patryk Grabarczyk              | –                   | [ 70 ] |

## Nagrody i wyróżnienia
| Rok  | Kategoria/Tytułem                                | Nagroda                      | Uwagi     | Źródło        |
| ---- | ------------------------------------------------ | ---------------------------- | --------- | ------------- |
| 1999 | Album roku – rap & hip-hop (album Ewenement)     | Fryderyk                     | Nominacja | [ 19 ]        |
| 2001 | Album roku – rap & hip-hop (album Taka płyta...) | Fryderyk                     | Nominacja | [ 23 ]        |
| 2006 | Polski singel roku (Powrót)                      | Plebiscyt Wudoo i Hip-Hop.pl | Laur      | [ 36 ] [ 37 ] |
| 2007 | Nigdy nie mów nigdy                              | Asy Empiku                   | Nominacja | [ 44 ]        |